# 윤달
윤달(閏달) 또는 윤월(閏月)은 역법과 실제 우주년 또는 계절년을 맞추기 위해 여분의 날이나 달을 끼우는 달이다. 우주년이나 계절년은 정수 개의 날로 떨어지지 않기 때문에, 한 해에 (1년 5시간 48분 46초) 정수 개의 날이 들어 있는 역법에서는 하루(윤일) 또는 한 달(윤달)을 적절한 시기에 끼워서 이를 보정한다. 이러한 보정법을 치윤법(置閏法)이라고 한다.

## 태음력

### 한국의 음력
한국에서는 태음력과 태양력의 오차를 보정하기 위해 두는 한 달을 말한다. 지구의 공전 주기는 약 365.2422일인데 1삭망월은 29.53일이니 1년을 만들면 약 354.36일로서 10.8822일 적으므로 2년 9개월 정도 만에 30일 가량이 모자라게 된다. 따라서 이러한 오차를 보정하기 위하여 19년마다 일곱 번 가량 윤달을 두게 된다. 
옛날부터 한국에서는 음력을 사용하는 습속이 있어서 민속 명절이나 절기에는 오늘날에도 음력을 사용하고 있다. 윤달이 든 해를 윤년(閏年)이라고 하는데 이 경우에는 1년이 열세 달인 셈이다. 음력에서 윤달이 1년 중 어디에 들어가는가는 일정하지가 않다. 따라서 3월에 들면 '윤3월', 4월에 들면 '윤4월'이라 부른다. 윤달이 있는 해의 동지는 대개 애동지이다.
과거에는 윤달을 특정한 위치에만 두었으나, 현재의 치윤법에 따르면, 윤달은 중기(中氣: 우수, 춘분, 곡우, 소만 등)가 없고, 절기(節氣: 입춘, 경칩, 청명, 입하 등)가 있는 달에 배치된다. 이를 “무중치윤법”(無中置閏法)이라 한다. 간혹 동지를 전후로 하여 한 해에 두 번 이상의 중기 없는 달이 돌아오면 1개만 윤달로 하고 나머지는 평달로 하는데 이 경우의 처리 규칙이 있으나 충돌할 수 있다.(2033년 문제 참조) 예를 들어 2020년 음력 4월에는 중기인 소만, 음력 5월에는 중기인 하지가 들어 있지만, 윤4월에는 중기가 없고 절기인 망종만 들어 있다. 이런 시기에 맞추어 윤달을 집어넣는 것이다. 한편 현재 치윤법에 따르면, 여름에는 절기 간 간격이 넓고 겨울에는 절기 간 간격이 좁기 때문에 윤달은 겨울에 들어오지 않는다. 최근의 윤달이 든 해는 2001년, 2004년, 2006년, 2009년, 2012년, 2014년, 2017년, 2020년, 2023년, 2025년, 2028년, 2031년, 2033년이다.
6월 (양력 2025년 6월 25일~2025년 7월 24일): 6·25 전쟁일(6월 25일), 소서(7월 7일), 제헌절(7월 17일), 초복(7월 20일), 대서(7월 22일)
윤6월 (양력 2025년 7월 25일~2025년 8월 22일): 중복(7월 30일), 입추(8월 7일), 말복(8월 9일), 광복절(8월 15일)
7월 (양력 2025년 8월 23일~2025년 9월 21일): 처서(8월 23일), 칠석(8월 29일), 백로(9월 7일)
윤달에는 월건(月建)이 배정되지 않는다.

#### 윤달에 따른 풍속
민속에서 윤달은 덤으로 생긴 달이므로 재액이 없다 하여 결혼식·건축·수의 만들기 등을 아무 거리낌 없이 행한다. 또 윤달에 출생하거나 사망하면 생일 잔치나 제사를 원래의 달과 윤달에 시행하므로 결국 두 번씩 치르는 셈이다. 현대에서는 양력을 자주 사용하므로 윤달에 출생하거나 사망하면 음력 날짜를 평생 찾을 수 없으므로 윤달이나 평달 여부와 관계없이 생일이나 제사를 양력으로 한다.

### 히브리력
히브리력에서는 19년 주기로 일곱 번의 아달 알레프(히브리어: אֲדָר, ‘첫째 아달월’)를 아달 베트(히브리어: אֲדָר, ‘둘째 아달월’) 앞에 끼워 넣는데, 정확히는 3, 6, 8, 11, 14, 17, 19번째 해에 윤달이 온다. 이 방법은 약 220년마다 1일의 오차가 발생한다.

## 태양력
태양력, 특히 그레고리력에서는 4년마다 2월에 하루를 더한다.

## 같이 보기
- 윤년
- 2033년 문제